# 1758 aux échecs
| Années des échecs : 1755 - 1756 - 1757 - 1758 - 1759 - 1760 - 1761    |
| Décennies des échecs : 1720 - 1730 - 1740 - 1750 - 1760 - 1770 - 1780 |

Cet article présente les faits marquants de l'année 1758 aux échecs.

## Matchs amicaux
Lors d’un match entre le champion du Café La Régence, Kermur de Legal, et Saint-Brie, le premier joue une un sacrifice de Dame dans l’ouverture qui lui permet de gagner en sept coups, et qui portera son nom : le mat de Legal.